# 936 هـ
936 هـ هي سنة في التقويم الهجري امتدت مقابلةً في التقويم الميلادي بين سنتي 1529 و1530.

## مواليد
- محمد بن عسكر الشفشاوني

## وفيات
- علوان الحموي
- أحمد بن ماجد
- هلالي الجغتائي